# Anofeles
Anofeles (Anopheles) je rod hmyzu z čeledi komárovitých. Název pochází ze starořeckého výrazu ἀνωφελής [anofelís], který znamená „nepotřebný“. Do tohoto rodu náleží více než čtyři sta druhů, které se vyskytují v teplých a vlhkých oblastech celého světa. Některé druhy jsou známé jako přenašeči malárie.
Příslušníci rodu anofeles se od ostatních komárů liší tím, že při sezení nezaujímají rovnoběžnou polohu těla vůči podkladu, ale mají zadní část výše než hlavu. Larvy anofelů se vyvíjejí ve vodě, plavou v horizontální poloze, kdežto larvy jiných komárů zaujímají vertikální pozici. Proměna z vajíčka přes larvu a kuklu v dospělce trvá v závislosti na klimatických podmínkách pět až čtrnáct dní. Samečci jsou neškodní, kdežto samičky se živí krví teplokrevných živočichů včetně lidí, kterou sají především v noci. V jejich slinách mohou přežívat krvinkovky, zejména druh Plasmodium falciparum, který se rozmnožuje pomocí sporogonie. Prvok napadá játra a krev infikované osoby. Podle výzkumů mají samičky anofelů, které jsou hostitelkami plasmodií, citlivější čich a dokáží tak lépe detektovat lidský pot než samičky jiných druhů. Malárie je v Africe a jižní Asii dosud rozšířenou chorobou, která si vyžádá okolo milionu lidských životů ročně.
V České republice žijí druhy Anopheles messeae, Anopheles claviger a Anopheles hyrcanus. Přenos malárie však u nich nehrozí, protože na českém území nežijí žádní lidé infikovaní malárií – ta byla v Evropě vymýcena v padesátých letech 20. století.